# Девојачка кула
Девојачка кула (тур. Kız Kulesi), позната и као Леандаров торањ, је кула на малом хриду на јужном улазу у мореуз Босфор, 200 m од обале дистрикта Ускудар у Истанбулу, Турска.
Кула се појавио на полеђини турске новчанице од 10 лира од 1966. до 1981. године.

## Историја
После поморске победе код Кизика, 408. п. н. е., атински војсковођа Алкибијад је вероватно саградио станицу за бродове који су долазили са Црног мора на малој стени испред Хризополиса (данашњи Ускудар).
Византијски цар Алексије I Комнин је 1110. године саградио дрвену кулу заштићену каменим зидом. Од куле се протезао гвоздени ланац до друге куле подигнуте на европској обали у цариградској четврти Мангана.
Острво је тада повезано са азијском обалом одбрамбеним зидом чији су подводни остаци још увек видљиви.Током османског освајања Константинопоља 1453. године, у кули је био византијски гарнизон којим је командовао Млечанин Габријеле Тревизано.Касније су Османлије користиле грађевину као осматрачницу за време владавине султана Мехмеда II Освајача.
Кула је уништена током земљотреса 1509. године, обновљена, а затим изгорела 1721. године.
Реконструкцију је наредио велики везир Ибрахим-паша Дамад, а нова зграда је коришћена као светионик. Околни зидови су поправљени 1731. и 1734. године. Затим је 1763. кула реконструисана од трајнијег камена. Од 1829. коришћена је као карантинска станица пре него што ју је поново обновио султан Махмуд II 1832. године.
Године 1945. дошао је ред на лучке власти да је обнове.Затим је 1998. поново обновљен, непосредно пре појављивања у филму о Џејмсу Бонду Свет није довољан.
После земљотреса и цунамија на Мраморном мору 17. августа 1999. године, на кулу су додати челични носачи да би је ојачали. Унутрашњост је претворена у кафић и ресторан, са погледом на Сарајбурну. Чамци возе између куле и обале током целог дана.
Године 2021. кула је поново рестаурирана. Радови су завршени 2023. године и кула је поново отворена за јавност у мају те године.

## Порекло имена
Постоји неколико прича о пореклу имену куле. Према једној од њих, једно пророчиште је прорекло да ће цареву веома вољену ћерку убити змија отровница на њен осамнаести рођендан. Да би је заштитио, цар је дао изградити кулу у Босфору и дао је закључати тамо да би је чувао од змија. Њен једини редовни посетилац био је њен отац. На њен осамнаести рођендан, цар јој је на поклон донео корпу егзотичног воћа, одушевљен што је успео да осујети пророчанство. Међутим, аспида која се крила међу воћем угризла је принцезу која је умрла у наручју свог оца, баш као што је пророчиште предвидело, па отуда и назив Девојачка кула.
Алтернативно име куле, Леандаров торањ, потиче из грчког мита о Херо и Леандру. Херо је била Афродитина свештеница која је живела у кули у Сестосу, на ивици Хелеспонта (Дарданела). Леандар, младић из Абидоса са друге стране мореуза, заљубио се у њу и сваке ноћи би пливао преко Хелеспонта да би био са њом. Херо би упалила лампу на врху куле да му осветли пут.
Једне олујне ноћи ветар је угасио лампу на Хериној кули, а Леандер је, у немогућности да види куда треба да плива, изгубио оријентацију и утопио се. Тугом погођена Херо се бацила са куле и такође умрла.